# Georg Stierle
Georg Stierle (* 22. Dezember 1897 in Frankfurt am Main; † 26. Mai 1979 in Lich) war ein deutscher Politiker (SPD).

## Leben und Beruf
Stierle wurde als Sohn eines Bauschreiners geboren. Nach dem Besuch der Volksschule absolvierte er eine Ausbildung zum Technischen Zeichner. Er schloss sich 1916 den Freien Gewerkschaften an und arbeitete bis 1933 als kaufmännischer Angestellter, unter anderem als Geschäftsführer einer gemeinnützigen Genossenschaft in Frankfurt am Main. Nach der Machtübernahme der Nationalsozialisten wurde er entlassen, 1936 aufgrund illegaler politischer Aktivität verhaftet und nach einer zehnmonatigen Untersuchungshaft wegen Vorbereitung zum Hochverrat zu acht Monaten Gefängnis verurteilt. Die Haftstrafe verbüßte er bis April 1939 in den Konzentrationslagern Lichtenburg und Buchenwald. Im Anschluss betrieb er ein Lebensmittelgeschäft in Frankfurt am Main.
Da Stierle wenige Monate nach seiner Entlassung aus dem KZ Buchenwald eine erneute Lagerhaft drohte, ging er (nach eigenen Angaben im späteren Entnazifizierungsverfahren) auf ein Angebot der Gestapo ein, für diese als V-Mann tätig zu werden. Da Stierle allerdings nur allgemein gehaltene Berichte abgeliefert und niemanden konkret denunziert habe, habe die Gestapo das Interesse an ihm verloren und sich nach einiger Zeit nicht mehr bei ihm gemeldet.
Von 1943 bis 1945 nahm er als Soldat am Zweiten Weltkrieg teil. Zuletzt geriet er in Gefangenschaft, aus der er 1945 entlassen wurde.
Danach war Stierle von 1945 bis 1965 geschäftsführendes Vorstandsmitglied des Frankfurter Volks-, Bau- und Sparvereins. Daneben fungierte er als Vorsitzender des Verbandes der Südwestdeutschen Wohnungsunternehmen.

## Partei
Stierle schloss sich 1913 der Sozialistischen Arbeiter-Jugend (SAJ) an, trat 1916 in die SPD ein und war von 1927 bis 1929 Mitglied des Frankfurter Parteivorstandes. In der Zeit der Weimarer Republik gehörte er außerdem dem Internationalen Sozialistischen Kampfbund (ISK) an. Zusammen mit anderen Parteimitgliedern verließ er 1931 die Sozialdemokraten und zählte zu den Mitbegründern der SAPD. 1945 trat er erneut in die SPD ein und war von 1947 bis 1956 Vorsitzender des SPD-Unterbezirkes Frankfurt/Main.

## Abgeordneter
Stierle war 1946 Mitglied der Verfassungberatenden Landesversammlung des Landes Groß-Hessen. Dem Deutschen Bundestag gehörte er von 1949 bis 1961 an. 1949 wurde er im Wahlkreis Frankfurt III direkt gewählt, 1953 und 1961 zog er über die Landesliste Hessen in den Bundestag ein.

## Ehrungen
- Ehrenplakette der Stadt Frankfurt am Main, 1957